# Littoral Nord de l'Espírito Santo
Le Littoral Nord de l'Espírito Santo est l'une des quatre mésorégions de l'État de l'Espírito Santo. Elle regroupe 15 municipalités groupées en 3 microrégions.

## Données
La région compte 504 437 habitants pour 14 518 km2.

## Microrégions
La mésorégion du Littoral Nord de l'Espírito Santo est subdivisée en 3 microrégions:
- Linhares
- Montanha
- São Mateus